# Редько, Павел Павлович
Павел Павлович Редько (род. 5 марта 1944 года) — советский и украинский гребец, тренер, мастер спорта СССР международного класса (1967) заслуженный работник физической культуры и спорта Украины.

## Биография
Родился Павел Редько 5 марта 1944 года на территории Германии, где его родители находились на принудительных работах. В 1946 году мать Анна Антоновна с двумя сыновьями Павлом и Петром перебралась в УССР, а отец Павел Михайлович из плена уже не вернулся. Семья жила вблизи озера Глинна Навария, которое славилось греблей, ей Редько отдавал всё свободное время. Его тренерами стали Мирослав Герцык и Анатолий Дидух, которые и сформировали его как спортсмена. В 1963 году Павел Редько в составе команды поехал на чемпионат мира в Югославии, где вместе с Романом Карбивником завоевал второе место.
После службы в армии радистом поступил во Львовский институт физической культуры, окончив в 1972 году который, по распределению поехал в Добротвор, где получил задание организовать спортивную школу гребли. Воспитанники школы показали высокие результаты на областных олимпиадах среди юниоров, пятеро из них стали мастерами спорта. Спортивное руководство области предложило Павлу Редько работу в спортивном обществе «Спартак» Львовского областного совета. На озере Глинна Навария, где начинал свой спортивный путь сам Редько, он открыл детскую спортивную школу «Веслярик» и стал её первым директором. Поскольку необходимой инфраструктуры не было, Павел Редько работал не только как тренер и руководитель, но и как строитель и плотник.
За два года Редько был назначен на должность заместителя председателя областного совета спортивного общества «Спартак». Осознавая необходимость пропаганды физической культуры и здорового образа жизни, он инициировал строительство спортивно-игрового комплекса.
В 1991—2013 годах Павел Редько возглавлял Львовскую школу высшего спортивного мастерства, где преподают 13 видов спорта. Был членом исполкома отделения Национального олимпийского комитета Украины в Львовской области.
В свободное время Павел Редько любит путешествовать на лодке, рыбачить, проводить время на даче. Жена, по специальности педагог-математик, катается на лыжах и плавает на лодке, сын и дочь также увлекаются спортом, в частности последняя — мастер спорта, была членом сборной юниоров СССР. У Павла Редько шестеро внуков, старшие из них также занимаются спортом.